# Krysten Coombs
Krysten Coombs, né le 15 novembre 1990 à Brighton (Royaume-Uni), est un joueur de badminton handisport britannique.
Il décroche la médaille de bronze lors des Jeux paralympiques d'été 2020 à Tokyo en catégorie SH6 en battant le Brésilien Vitor Concalves Tavares dans la petite finale 2 sets à 1.
Lors des Jeux paralympiques d'été de 2024 à Paris, il remporte la médaille d'argent après s'être incliné en finale du simple hommes SH6 face au Français Charles Noakes.